# Xiangxingquan
Xiangxingquan (象形拳, tipi di pugilato che imitano l'espressione) è una categoria di stili di arti marziali cinesi che racchiude tutte quelle scuole che riproducono particolari movenze, la maggior parte delle volte di animali, ma anche di situazioni particolari (come nel caso dello Zui Baxianquan).

## Radici culturali
In Cina come in svariate altre parti del mondo, l'imitazione degli animali ha una tradizione antica nelle danze e negli esercizi salutistici. Sebbene qualcuno ipotizzi un collegamento tra queste pratiche ancestrali e gli esercizi di arti marziali cinesi, non c'è alcuna evidenza diretta di tale connessione. Sicuramente c'è una continuità culturale tra tutte queste pratiche. 
Lo Shangshu (尚书), uno dei testi classici cinesi, narra di danze che imitano i movimenti di 100 animali. Un altro testo classico, lo Huainanzi (淮南子), documenta esercizi di imitazione dell'oca che fa il bagno, la scimmia che cerca il cibo, il falco che volteggia e la tigre che guarda. Durante la dinastia Han viene creato il Wuqinxi (五禽戏, gioco dei cinque uccelli e bestie) che imita 5 animali, cioè ossia  Hu (tigre), Xiong (orso), Lu (cervo o daino), Yuan (scimmia antropomorfa), Niao (uccello), così come l'esercizio imitativo degli animali di Ge Hong (葛洪) che include per esempio il drago che vola, la tigre che cammina, l'orso che passeggia, la tartaruga che inghiotte, il serpente che si attorciglia, l'uccello che spiega le ali, la scimmia che si accovaccia, il coniglio che si sorprende.

## Stili e Forme di Xiangxingquan
Appartengono a questa categoria - tra gli altri - i seguenti stili e forme:
- Wuxingquan (五形拳)
- Xingyiquan Shierxing (形意拳十二形)
- Yingzhaoquan (鹰爪拳)
- Shequan (蛇拳)
- Tanglangquan (螳螂拳)
- Wu Song Tuo Kao (武松脱铐)
- Houquan (猴拳)
- Zui Baxianquan (醉八仙拳)
- Hequan (鹤拳)
- Gouquan (狗拳)
- Heihuquan (黑虎拳)
- Longxingquan (龙形拳)
- Yaquan (鸭拳)
- Niuquan (牛拳)
- Huquan (虎拳)
- Boziquan (跛子拳)

Tutti gli stili di Wushu inoltre contengono movimenti i cui nomi li riportano ai movimenti di animali. Si citano: Jinji Duli (金鸡独立, il gallo d'oro in equilibrio su una gamba), Baihe Liangqi (白鹤亮翅, la gru bianca dispiega le ali), Da hu (打虎, colpire la tigre), ecc.